# Mateus Quaresma
Pour les articles homonymes, voir Quaresma.
Mateus Quaresma Correia (né le 22 août 1996), parfois connu sous le nom de Quaresma, est un footballeur professionnel brésilien qui évolue au poste d'arrière gauche pour le Avaí.

## Carrière

### Début de carrière et prêts successifs (2015-2020)
Quaresma commence sa carrière avec le club brésilien de Lajeadense, et a suivi avec des prêts successifs à Londrina, Cuiabá, America RJ et Cascavel.
Le 1ᵉʳ février 2015, il fait ses débuts professionnels avec Lajeadense lors d'un match nul 1-1 en Campeonato Gaúcho avec l'Internacional. 

### Arouca (2020-2025)
Le 1ᵉʳ octobre 2020, Quaresma est transféré pour 80 000 euros au Futebol Clube de Arouca en Liga NOS.